# Лог (Владимирская область)
Лог — деревня в Вязниковском районе Владимирской области России, входит в состав муниципального образования «Город Вязники».

## География
Деревня расположена в 9 км на восток от райцентра Вязники.

## История
В конце XIX — начале XX века деревня входила в состав Олтушевской волости Вязниковского уезда. В 1859 году в деревне числилось 24 двора, в 1905 году — 25 дворов, в 1926 году — 31 дворов.
С 1929 года деревня являлась центром Логовского сельсовета Вязниковского района, с 1940 года — в составе Илевниковского сельсовета, с 2005 года — в составе муниципального образования «Город Вязники».

## Население
| 1859 | 1905 | 1926 | 2002 | 2010 | 2021 |
| ---- | ---- | ---- | ---- | ---- | ---- |
| 171  | ↗192 | ↘184 | ↘39  | ↘34  | ↘21  |